# Scotopteryx mucronata
Scotopteryx mucronata là một loài bướm đêm trong họ Geometridae.

## Hình ảnh

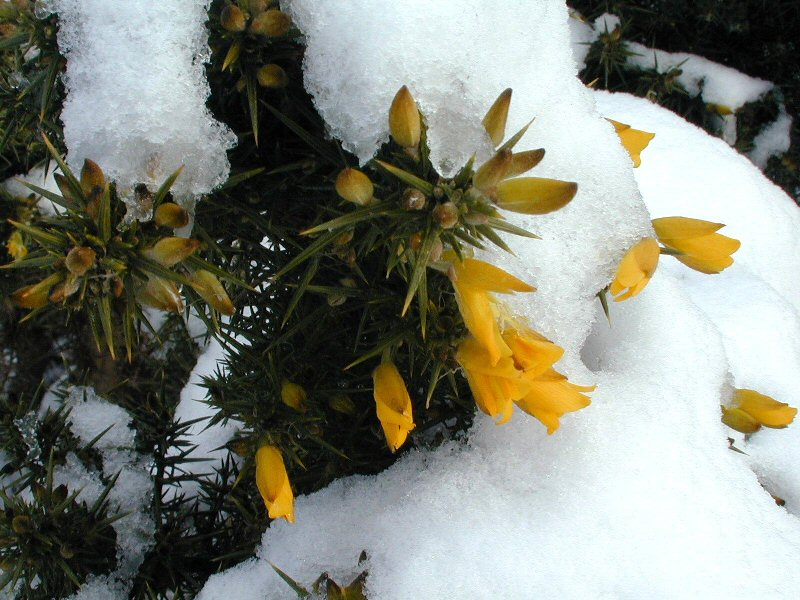
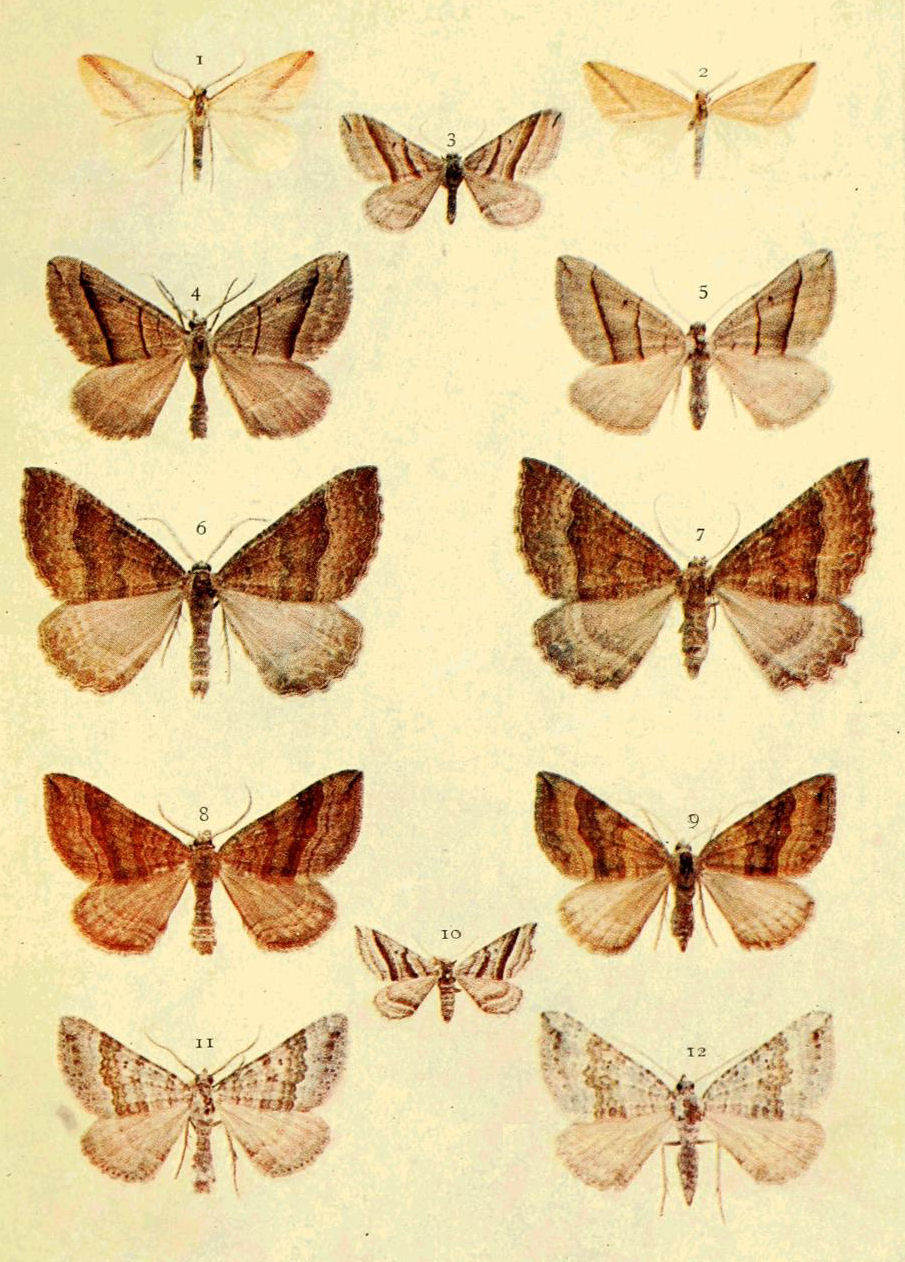